# Psammomys obesus
Espèce
Statut de conservation UICN

 LC  : Préoccupation mineure
Psammomys obesus est un petit rongeur de la famille des Muridés. En français cette gerbille est appelée rat des sables diurne,, gros rat du sable ou Psammomys obèse.

## Caractéristiques
Vivant dans les régions semi-désertiques du nord de l'Afrique, cette espèce présente des particularités physiologiques de sécrétion d'insuline qui en fait un matériel d'étude privilégié pour le diabète.
C'est aussi le réservoir de Leishmania major, parasite causant la leishmaniose cutanée des régions steppiques appelée aussi "clou de Biskra". Il est véhiculé par Phlebotomus papatasi, phlébotome découvert dans la région de Biskra en Algérie.

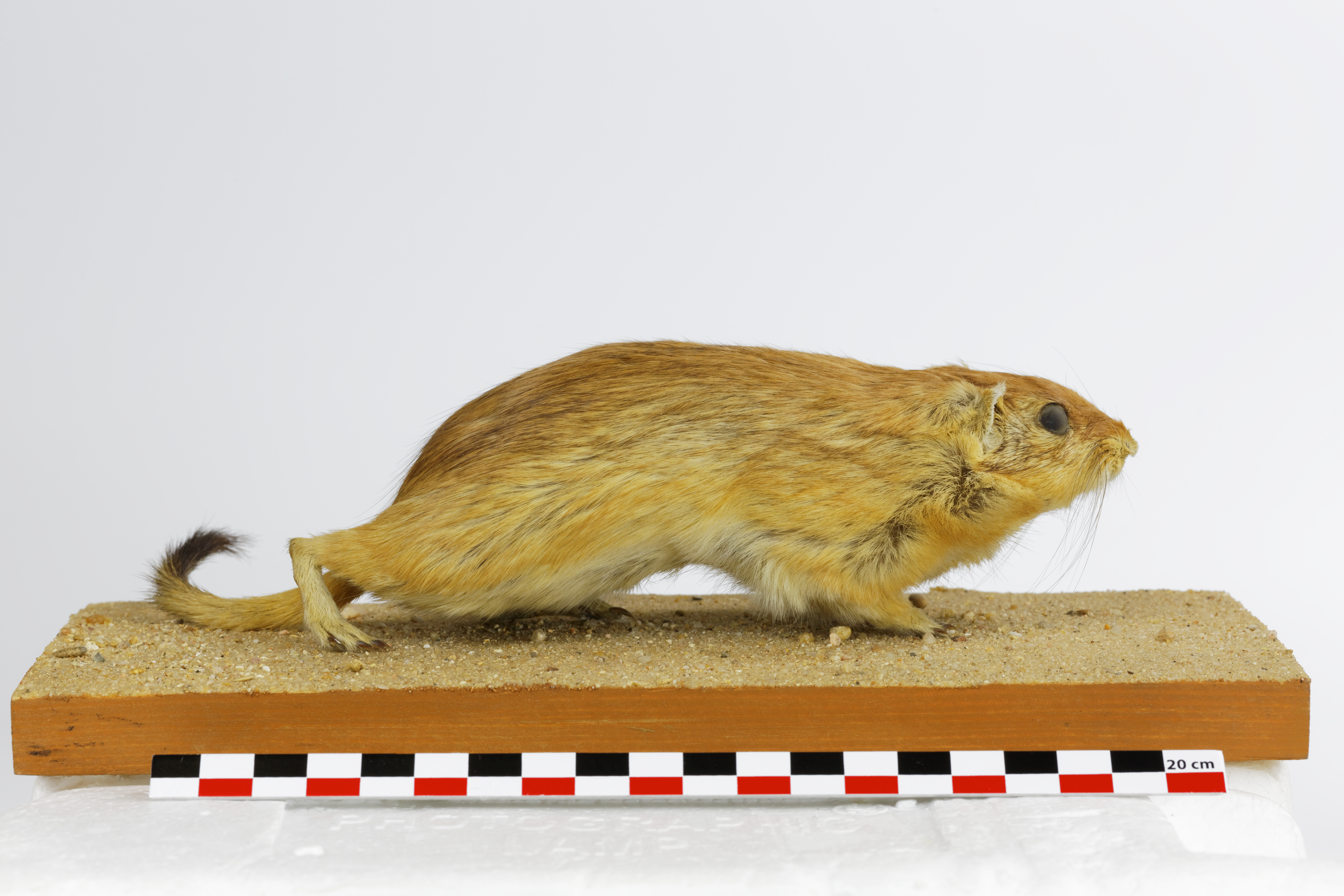
Spécimen naturalisé - UPMC

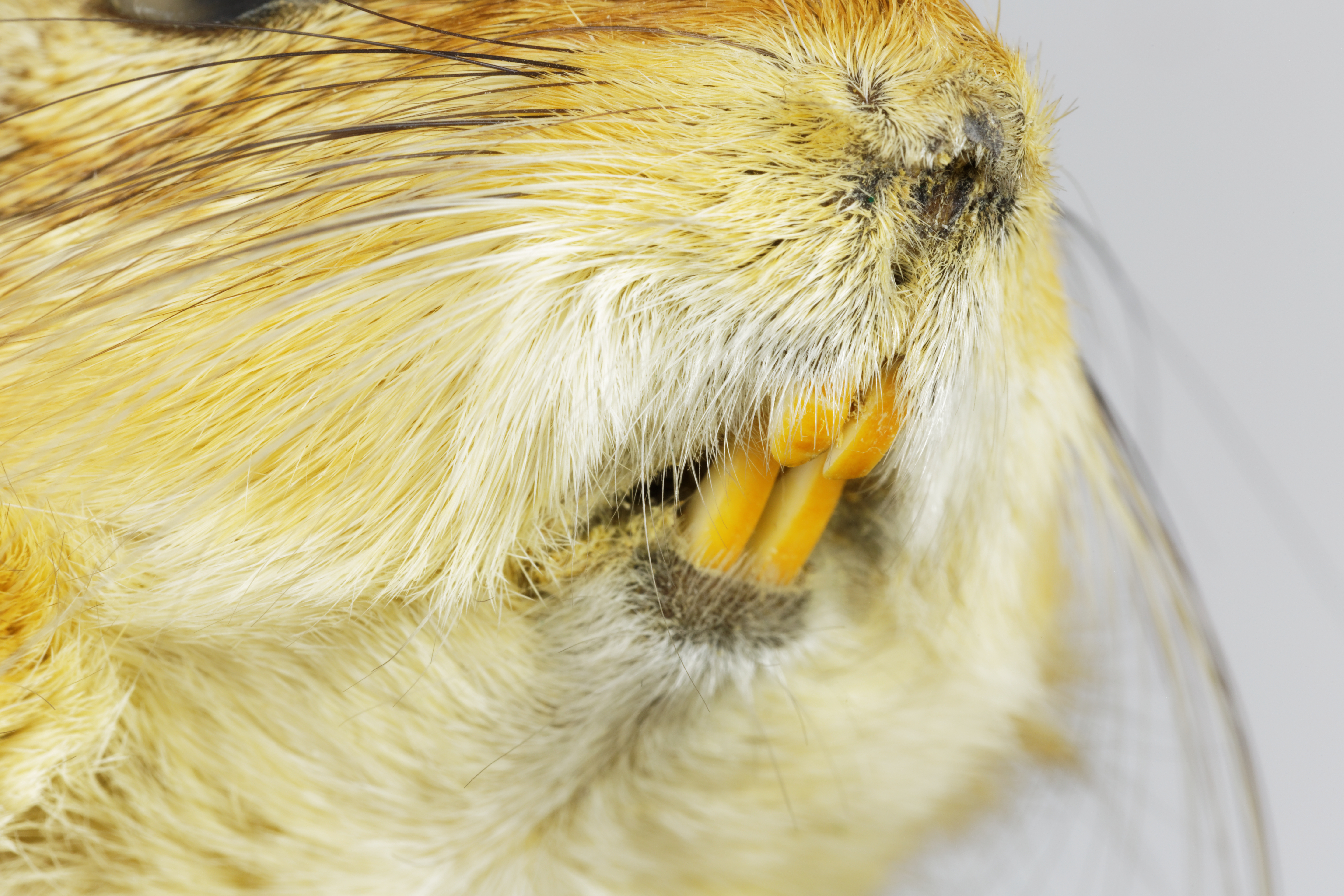
Vue de la denture - UPMC